# Jetsun Pema
Jetsun Pema (dzongka: རྗེ་བཙུན་པདྨ་)  (Thimphu, 4 de juny de 1990) és la reina de Bhutan en tant que esposa del rei Jigme Khesar Namgyel Wangchuck. Actualment és la reina consort més jove del món. Ella i el rei tenen tres fills: Jigme Namgyel (2016), l'hereu del tron bhutanès, Jigme Ugyen (2020) i Sonam Yangden (2023).

## Biografia
El pare de Jetsun Pema, Dhondup Gyaltshen, és net de Thinley Topgay i Ugyen Tshering, dos governadors del districte de Trashigang. La seva mare, Sonam Choki, prové de la família de Bumthang Pangtey, una de les famílies nobles més antigues de Bhutan. Jetsun Pema és la segona de cinc fills.
Jetsun Pema va estudiar al convent de Sant Josep de Kalimpong, a Bengala Occidental, entre 1999 i 2000. Va cursar els seus estudis secundaris a la Lungtenzampa Middle Secondary School de Thimphu del 2001 al 2005, i es va traslladar a The Lawrence School de Himachal Pradesh l'abril de 2006 fins al 31 de març de 2008. Després va començar la seva educació terciària a la Regent's University de Londres, on es va graduar amb una llicenciatura en relacions internacionals, amb psicologia i història de l'art com a matèries complementàries.

El 20 de maig de 2011, durant l'obertura de la setena sessió del Parlament, Jigme Khesar Namgyal Wangchuck va anunciar el seu matrimoni. La parella es va casar el 13 d'octubre de 2011 al monestir budista de Punakha Dzong. La cerimònia es va celebrar a Punakha, seguida d'una celebració pública a Thimphu i Paro. El casament es va celebrar a l'estil tradicional. Tot i que Bhutan permet la poligàmia, el rei va declarar que mai no es casaria amb una altra dona.

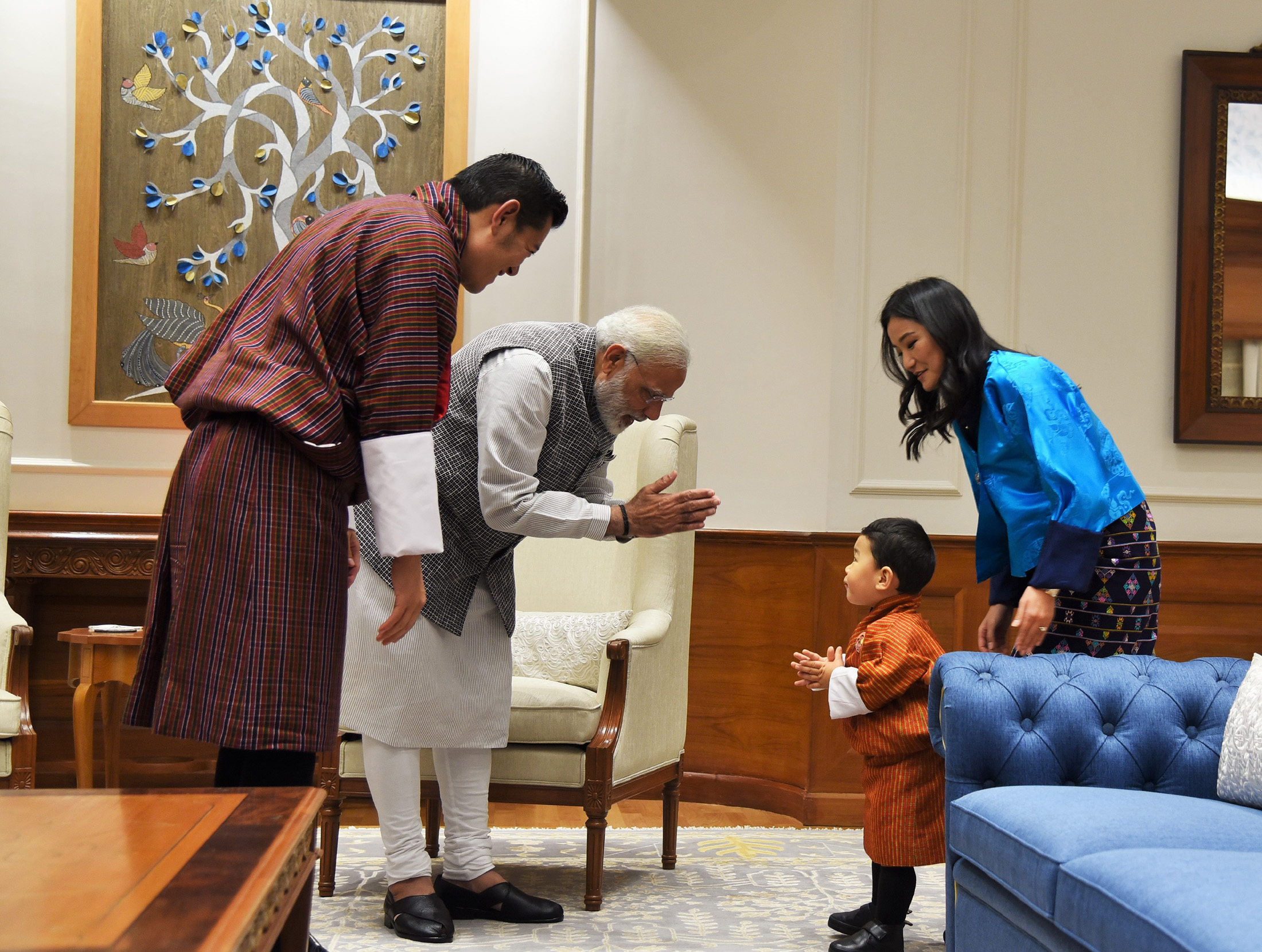
El rei, la reina i l'hereu al tron es reuneixen amb Narendra Modi a Nova Delhi

Jetsun Pema va donar a llum el seu primer fill el 5 de febrer de 2016 al Palau Lingkana. El rei va estar present per al naixement del príncep, conegut amb el títol de Gyalsey. El nom del nadó, Jigme Namgyel Wangchuck, es va anunciar el 16 d'abril de 2016. El 19 de març de 2020, els comptes oficials d'Instagram del rei i la reina van informar que havia donat a llum el seu segon fill al palau Lingkana de Thimphu. El 30 de juny de 2020 la família reial va anunciar que el segon Gyalsey havia estat anomenat Jigme Ugyen Wangchuck. El 9 de setembre de 2023 el rei va anunciar que la reina havia donat a llum el seu tercer fill i única filla al palau Lingkana. El nom del nadó, Sonam Yangden Wangchuck, es va anunciar el 9 de desembre de 2023.

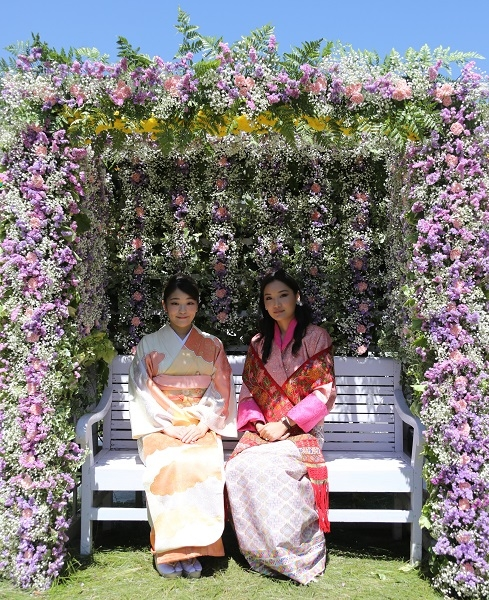
La reina amb la princesa del Japó Mako Komuro a la inauguració de la tercera exposició de flors reials de Bhutan el 2017

Jetsun Pema és una defensora de les qüestions mediambientals i patrona de la Royal Society for Protection of Nature (RSPN). També és l'ambaixadora del Programa de les Nacions Unides per al Medi Ambient. Des del 2016 és presidenta de la Creu Roja a Bhutan. A més del dzongkha, la llengua nacional de Bhutan, parla amb fluïdesa anglès i hindi.